# Suzuki SX4

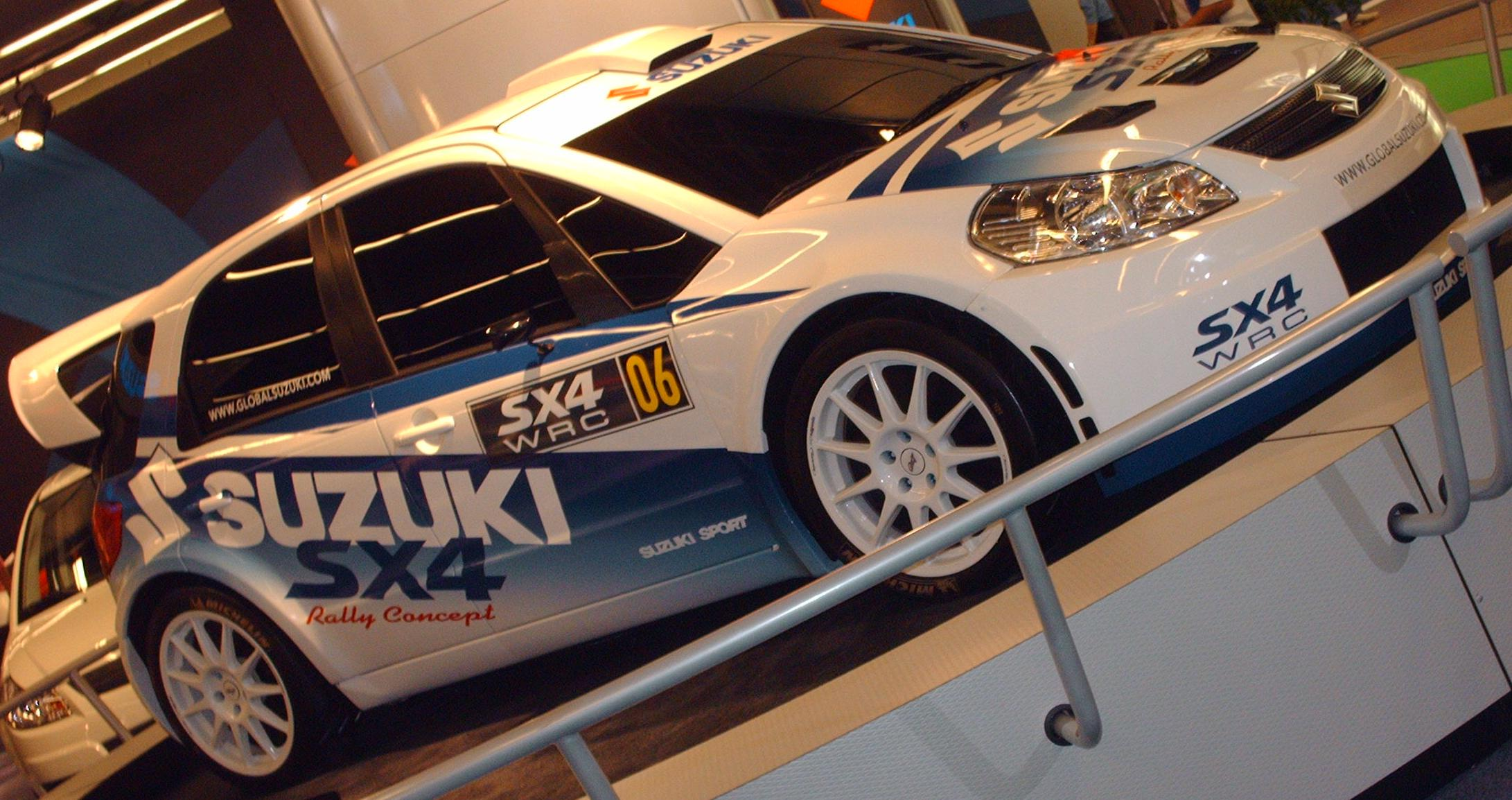
Suzuki SX4 WRC

El Suzuki SX4 és un cotxe desenvolupat per Suzuki i Fiat. Tot i que originalment fou dissenyat pel mercat europeu, el cotxe també es ven al Japó i a Nord-amèrica. Es va presentar al saló de l'automòbil de Ginebra el 2006. Es produeix a la fàbrica de Magyar Suzuki a Esztergom, Hongria, a més a més del Japó. Esperen produir 60.000 unitats que seran venudes a raó de 2/3 amb el logo de Suzuki i 1/3 amb el de Fiat, anomenat Sedici. S'espera que Lancia tregui un model germà durant el 2007. El disseny ha estat realitzat per Giorgetto Giugiaro.
Hi ha dos models: amb tracció a les dues rodes i amb tracció a les quatre rodes.
El 28 de febrer del 2006 al saló de l'automòbil de Ginebra, Suzuki va confirmar que participaria en el Campionat Mundial de Ral·lis el 2007 amb el Suzuki SX4. Tot i que amb els canvis de calendari del Campionat Mundial de Ral·lis, Suzuki ha posposat el seu debut fins al 2008 i així aprofitarà el 2007 per millorar-lo.